# Спартак (футбольный клуб, Пловдив)
«Спартак» — болгарский футбольный клуб из города Пловдив.

## История
Основан 15 ноября 1947 года.
60-е годы 20-го века были самыми благополучными в истории клуба.
1958 выиграл кубок Болгарии с имени КСА (кубок советской армии), 1961/1962 выиграл второе место а, 1962/1963 г.  клуб стал чемпионом Болгарии и играл в Кубке Кубков.
В сезоне 1993—1994 занял шестое место в Болгарской группе А, гарантирующие выступление в Кубке Интертото.
В 1998 году в связи с кризисом сливается с другим клубом из Пловдивской области «Сокол-94», который в то время был значительно более стабильным клубом в финансовом отношении, под названием «Спартак - С 94». Но всё же до 2001 года команда не играет. С тех пор «Спартак» циркулирует между II и III лигой.

## Достижения клуба
- Чемпион Болгарии: 1963
- Победитель Кубка Болгарии: 1958
- Вице-чемпион: 1962
- Финалист Кубка Болгарии (3): 1955, 1957, 1959
- Финалист Кубка Балканских стран: 1964

## История выступлений в еврокубках
| Сезон   | Турнир                      | Раунд | Страна                   | Клуб                 | Результат |
| ------- | --------------------------- | ----- | ------------------------ | -------------------- | --------- |
| 1963/64 | Кубок европейских чемпионов | Q     | Флаг Албании (1946-1992) | Партизани            | 0-1,3-1   |
| 1963/64 | Кубок европейских чемпионов | 1/8   | Флаг Нидерландов         | ПСВ                  | 0-1,0-0   |
| 1966/67 | Кубок ярмарок               | 2R    | Флаг Португалии          | Бенфика              | 1-1,0-3   |
| 1995    | Кубок Интертото             | Гр    | Флаг Австрии             | Форвертс (Штайр)     | 0-2       |
| 1995    | Кубок Интертото             | Гр    | Флаг Греции              | Ираклис              | 0-0       |
| 1995    | Кубок Интертото             | Гр    | Флаг Литвы (1989—2004)   | Панерис (Вильнюс)    | 3-0       |
| 1995    | Кубок Интертото             | Гр    | Флаг Германии            | Айнтрахт (Франкфурт) | 0-4       |